# 森林砍伐與氣候變化

按人為改造程度衡量的森林狀況，所製作的2019年全球森林地貌完整指數（0 - 10分級）圖，顏色越深（數字越高），表示受改造程度越低。

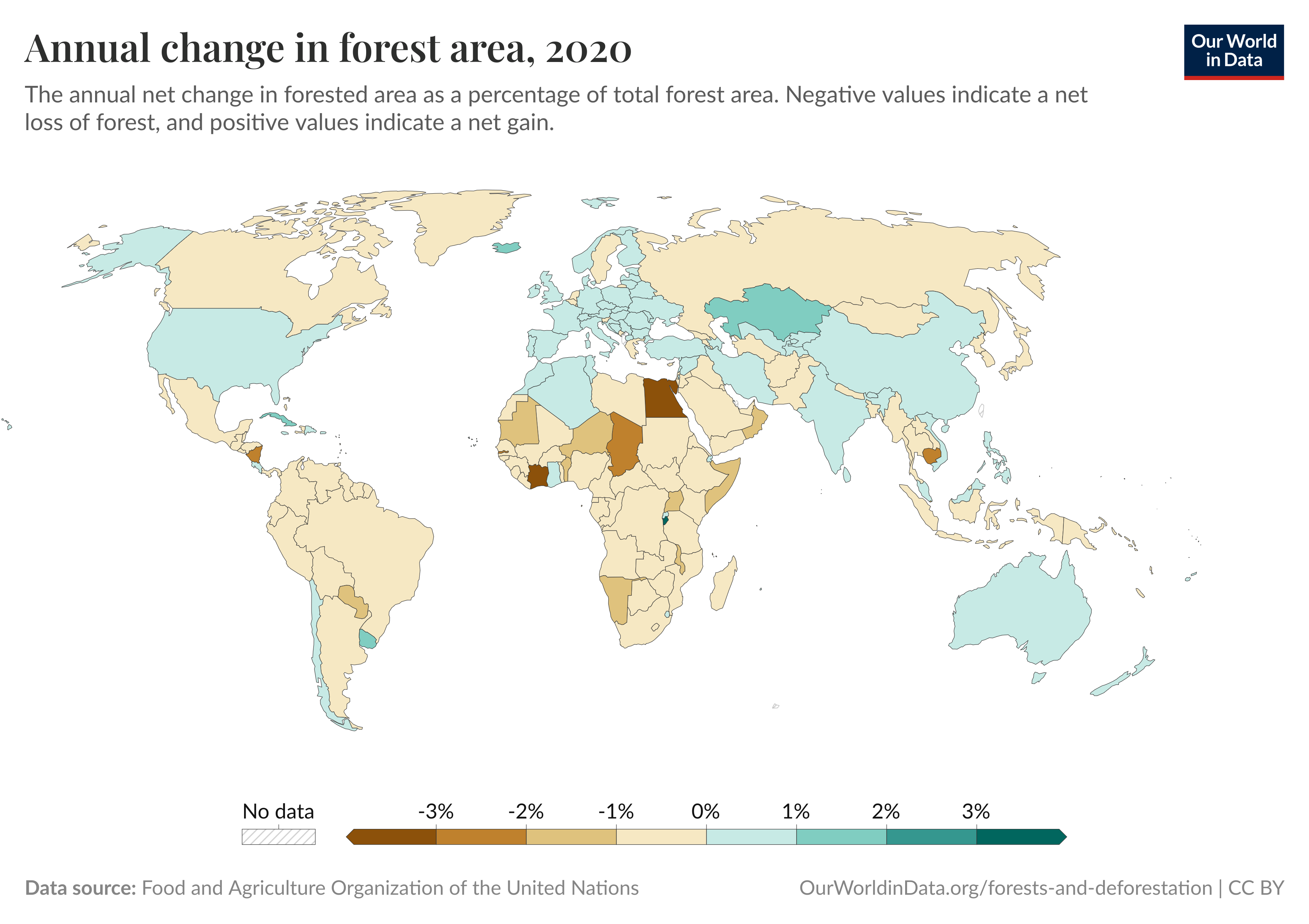
各國森林區域淨變動比率圖，負數代表淨損失，正數代表淨增加。

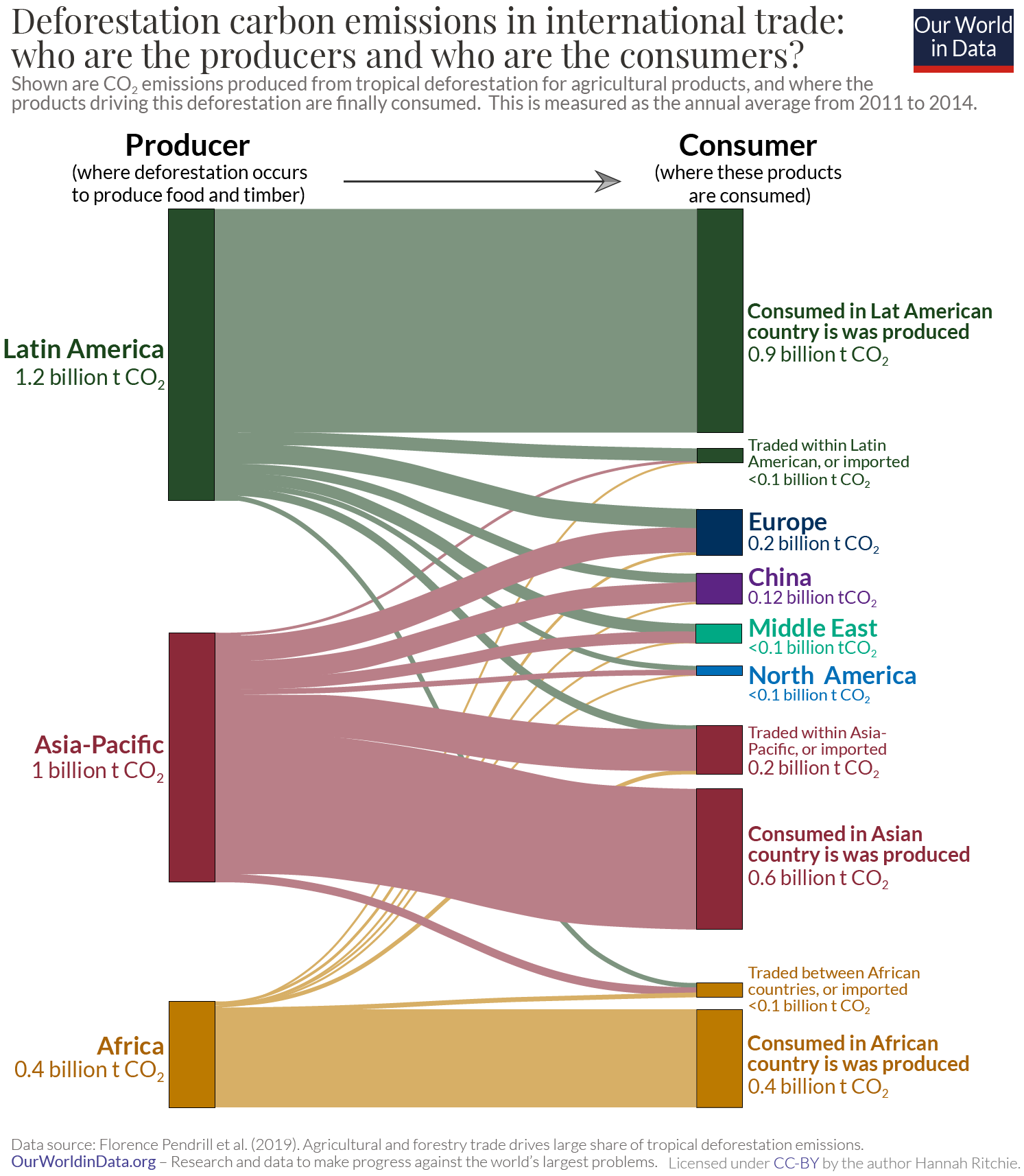
發生在2010-2014年間的平均熱帶森林砍伐，導致每年有26億公噸的二氧化碳排放，佔全球排放量的6.5%。其中由國際貿易造成的佔約3分之1（29%），其餘的71%來自各國糧食生產過程。

森林砍伐與氣候變化（英語：Deforestation and climate change）之間有互為因果的關係 - 森林砍伐是導致氣候變化的主因之一（參見近期氣候變化的歸因），而回過頭來氣候變化又會對森林產生影響（譬如說氣溫變動以及降水量的變化）。 
土地利用發生變化，尤其是因森林砍伐，是全球第二大人為二氧化碳進入大氣的來源（僅次於燃燒化石燃料）。燃燒森林中生物質時，以及燃燒後殘餘植物材料和土壤碳於隨後的分解，均會排放溫室氣體。電腦所建的全球模擬和國家溫室氣體盤查均產生類似的森林砍伐排放結果。
截至2019年，森林砍伐產生的溫室氣體排放約佔全球排放量的11%。發生在熱帶地區的森林砍伐正在加速碳排放中。森林是種碳匯（也稱碳庫），建立森林以及保護既有森林可提升緩解氣候變化影響的潛力。氣候變化產生的一些影響，例如更多的野火、昆蟲數目突增、入侵物種在新地區發展和風暴，均為森林砍伐增加後的結果。
造成森林砍伐的形式有多種：例如野火、皆伐、建立牲畜牧場和伐木取材等。地球的陸地面積有31%受森林覆蓋，而每年有75,700平方公里（1,870萬英畝）的森林因前述原因而消失。根據非營利研究機構世界資源研究所公佈的數據，全球原始熱帶森林在2019年到2020年間的損失增加12%。大規模砍伐森林繼續威脅各種森林，以及其中的生物多樣性與生態系統。砍伐中最令人關注的部分是熱帶雨林，因為這類森林是地球大多數生物多樣性的聚集所在。根據一項於2023年3月發表的泛熱帶研究報告，熱帶森林砍伐後導致觀測到的降水量顯著減少。研究人員預計到2100年，發生在剛果民主共和國的森林砍伐會導致區域降水量減少多達8-10%。根據對婆羅洲泥炭沼澤森林所做的研究，森林砍伐也會提升火災風險。氣候變化和森林砍伐共同產生的其他影響有土壤侵蝕、水資源稀缺/洪水及作物收成遭嚴重破壞。減緩或是消除這些問題的解決方案包含有林地復育、植樹造林和農業變革，前述措施可透過如亞馬遜基金（Amazon Fund for Forest Conservation and Climate Protection）等項目的贊助。

## 氣候變化
根據聯合國政府間氣候變化專門委員會（IPCC）的數據，在1880年到2020年之間，全球陸地和海洋表面的平均溫度已升高大約1°C（1.8°F）。在北半球，1983年至2012年之間是過去1,400年中最暖的30年。

## 成因

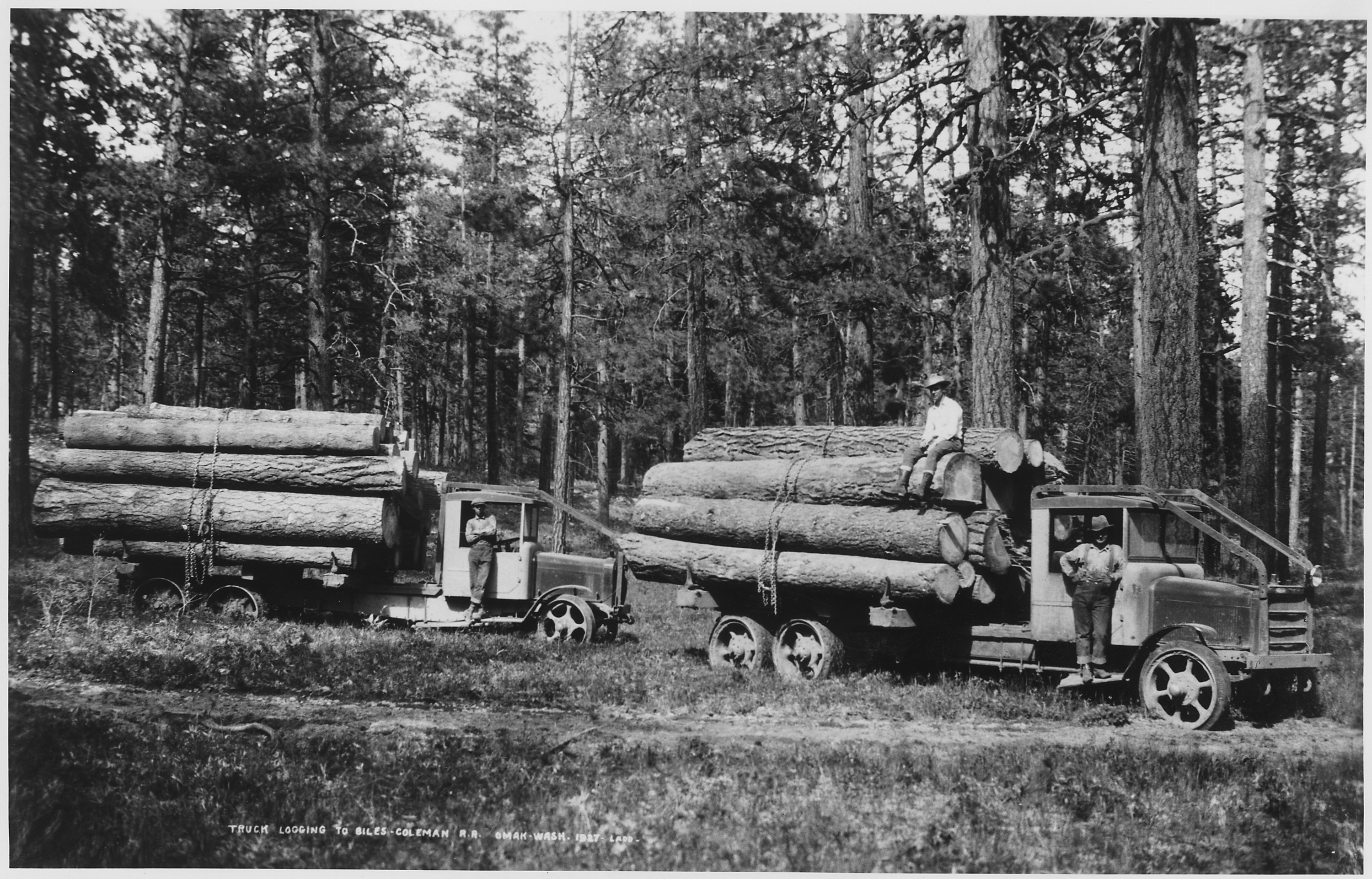
於美國華盛頓州的運載木材卡車（1927年）。

### 畜牧業
畜牧業需要大片土地來運作，以及用於種植牲畜飼料。根據世界自然基金會的說法，“在幾乎每個與亞馬遜盆地有關的國家/地區，大規模飼養牛隻是造成森林砍伐的頭號罪魁禍首，佔有當地森林砍伐的80%。”在西班牙殖民美洲時期，天主教傳教士開始在目前的德克薩斯州啟動牲畜放牧（1820-1865年間），主要由墨西哥牛仔從事。當傳教活動結束時，牛隻遭到遺棄，由當地百姓承接飼養。往往當牛群被當地人聚集而一起遷移時，會留下大片光禿土地。根據非政府組織綠色和平的說法，養牛業是造成大量甲烷排放的原因（地球上所有哺乳動物中有60%是畜養的牲畜）。大量改變森林土地成為放牧地，導致森林存量喪失，轉換過程中通常是採燃燒法，加上土地利用變化，而增加溫室氣體排放。 

### 農業擴張

全球森林覆蓋損失速度自2001年起約增加一倍，每年損失大約等於一個義大利國土面積

農業活動是導致森林砍伐和嚴重退化的最大原因。據瓦赫寧恩大學暨研究中心稱，全球有超過80%的森林砍伐可歸因為農業。森林受到轉變，成為種植咖啡樹、茶樹、油棕、水稻、橡膠樹和各種其他受歡迎產品的種植園。對某些產品的需求和國際貿易不斷增長，導致森林的土地遭到開發，最終造成土壤侵蝕。森林被砍伐後，表土經常會受侵蝕，然後導致河川和溪流中的沉積物增加。長此以往，用於農業的土地也發生退化，導致生產者需要開發新的生產用地。此外，農業擴張會在系統耦合中對氣候變化發揮作用，其影響範圍遠超出農業本身的活動。（參見環境因素#Socioeconomic Drivers）

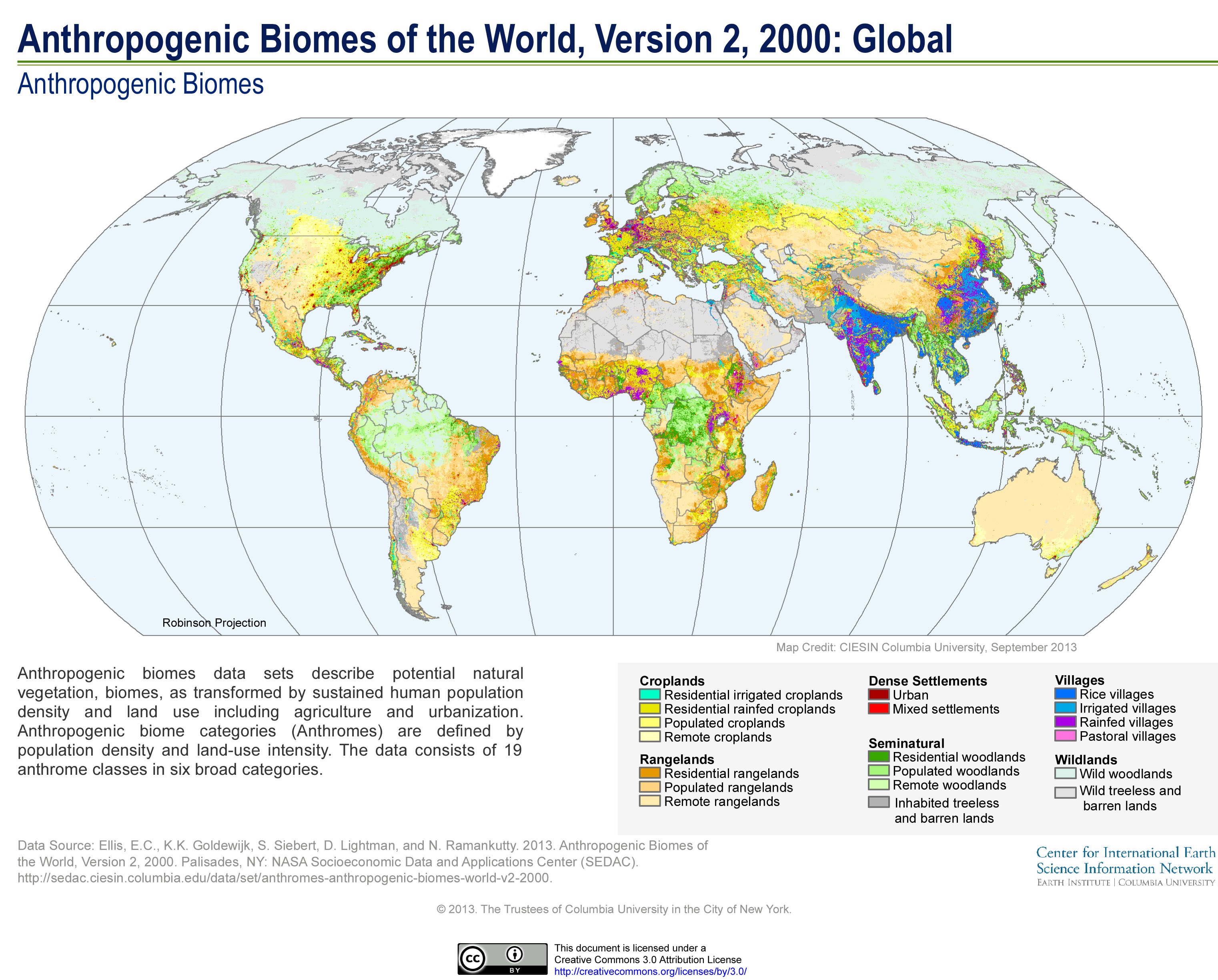
全球生物群落圖（2000年）。

大多數森林砍伐發生在熱帶地區。據估計，全球供農業用的土地約佔總面積38%。與農業相關的森林砍伐，其主要驅動因素是人口增長，導致農業擴張壓力增加。森林砍伐與二氧化碳排放有關聯，部分原因是每單位面積中農作物的碳儲存量較林區或是森林為低。為開闢農地而進行森林砍伐有不同的形式，其中最突出的是於熱帶地區建立的商業種植園。
另一種與農業相關的普遍性森林砍伐是刀耕火種農法，主要是熱帶地區採自給自足生活方式的農民使用，但此做法現已日漸減少。此種農作法是砍伐和焚燒小塊林地，利用燃燒後植物中的養分來種植農作物，但當土地肥力降低之後，就會移往別處，重複同樣的做法。這種有意的燃燒，卻在無意中將火勢蔓延到更多土地時，會導致有保護作用的林冠遭到破壞，產生毀滅性的後果。刀耕火種是種不可持續的耕作法，因為同一片土地只能耕種2-3年，之後農民將移往不同的地塊重複相同過程。過程重複大約5到10次後，再交還自然將土地復育。但如果缺乏可用的土地，這種週期間時間長度會被縮短，導致土壤中的養分大量減少，養分缺乏的結果是作物產量下降，而需將更多的小片林地轉為農業用途。低產量和休耕期縮短之間的反覆循環，最終導致遭焚燒的土地上能夠長出的植被減少，土壤內的生物質減少。如果休耕期較長且總體森林砍伐較少，當地的小塊耕地不會造成可持續性的問題。相對較小的耕地不會產生二氧化碳淨排放。隨著擴大農業生產的壓力越來越大，這種方法產生的二氧化碳排放遠高於傳統的自給自足式農業。刀耕火種式農業使用的土地佔全球耕地面積的30%左右。
研究人員Offiong和Ita把透過擴大農地以增加糧食生產，又不會對氣候造成更大影響的說法提出質疑。這只是種假定，因為砍伐森林的後土壤通常不適合種植農作物。品質不佳的土壤若要利用，主要是依賴化學肥料進行廣泛的調整和改良。除非持續施用這類物質，否則土壤經化學改變以及現代耕作方式會導致土壤侵蝕，以及養分枯竭。想持續利用同樣的做法以生產預期的作物產量，會造成不可持續的循環。
砍伐森林而不進行林地復育會對氣候產生負面影響，特別是在農業擴張的情況，會造成收益遞減。如Offiong和Ita所指出，會導致作物產量下降的惡性循環，並且由於土壤退化作用而不得不持續做土壤改良，也會增加洪水、山體滑坡、乾旱、土壤侵蝕和沙漠化的發生，以及破壞水循環和喪失生物多樣性。由於樹木喪失，先是水系統遭到被破壞，以及無法達成二氧化碳循環，而造成環境變化的後果。

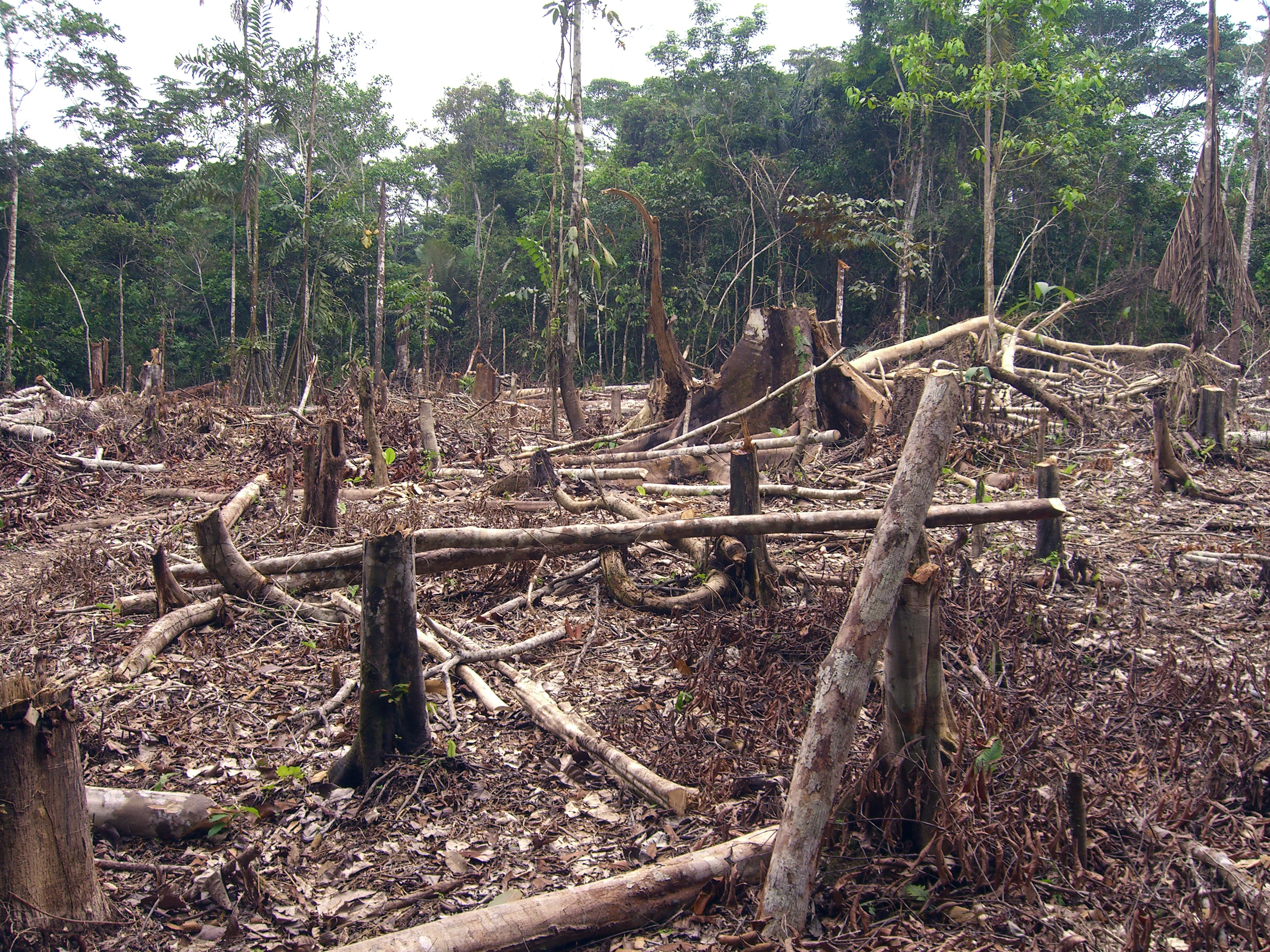
亞馬遜雨林中，發生於哥倫比亞的刀耕火種農業方式.

清理過後的土地除用於生產植物性食物之外，也用於生產動物性食物。生產動物性食物（無論是肉類、奶製品還是其他產品）會以不同的方式影響土地。用於放牧牲畜的土地易發生侵蝕、土壤生物群系枯竭及沙漠化。此外牲畜會排放大量甲烷，而對環境產生巨大影響。
砍伐森林，尤其是對大片的亞馬遜雨林，造成有近20%的雨林遭砍伐殆盡，對氣候、水源以及土壤都有影響。此外，砍伐後的不同利用方式也會產生不同的結果。當森林土地轉變為放牧牲畜用途時，對生態系統的影響比轉變為農田的影響更大。砍伐亞馬遜雨林有讓全球二氧化碳濃度增加的效果 - 這個雨林原本可吸收地球上4分之1的二氧化碳排放量，但經歷砍伐後，今天能吸收的二氧化碳數量已比1990年代減少30%。
由研究人員Kovacic、Salazar等在厄瓜多爾亞馬遜地區進行的研究發現，森林砍伐和農業擴張不僅會導致環境退化，而且不能保證小農或是倡導農業擴張的政府在國民經濟上獲得預期的利益。研究對象中的農民受到鼓勵，由單純的自給自足式農業系統轉變為集約化的“營利性”作業，其種植的產品主要是咖啡豆、油棕和可可樹，其生產均用於出口。根據Kovacic、Salazar等的說法，農業擴張與經濟收益之間並無政府和大型農業公司所吹捧的平等交換結果。這種平等交換情況反而適用於小農，由自給自足農業轉向小規模集約化農業計劃，無論種植什麼樣的作物均可。 
同樣重要的是要注意並非所有的森林砍伐都是為農業擴張的目的。糧食生產只是驅動因素中的一個。在2001年至2015年間，全球所有森林變動中只有27 +/- 5%是為農業擴張。其他驅動因素包括有城市化、森林火災、伐木和輪耕農業法。城市化的佔比為0.6 +/- 0.3%，森林火災的佔比為23 +/- 4%，伐木的佔比為26 +/- 4%，輪耕法的佔比為24 +/- 3%。驅動因素因不同地區而有很大差異。利用森林砍伐把土地轉用於畜牧業和行間作物農業，發生最多的地區是中美洲和南美洲。而轉用於商品作物農業，主要是集中在東南亞。因從事輪耕農業而造成森林損失最大的地區是撒哈拉以南非洲。鑑於研究人員Silverio等的研究結果，發現這些區別很重要，即並非所有的森林砍伐都以相同的方式影響到環境和氣候。

### 氣候變化

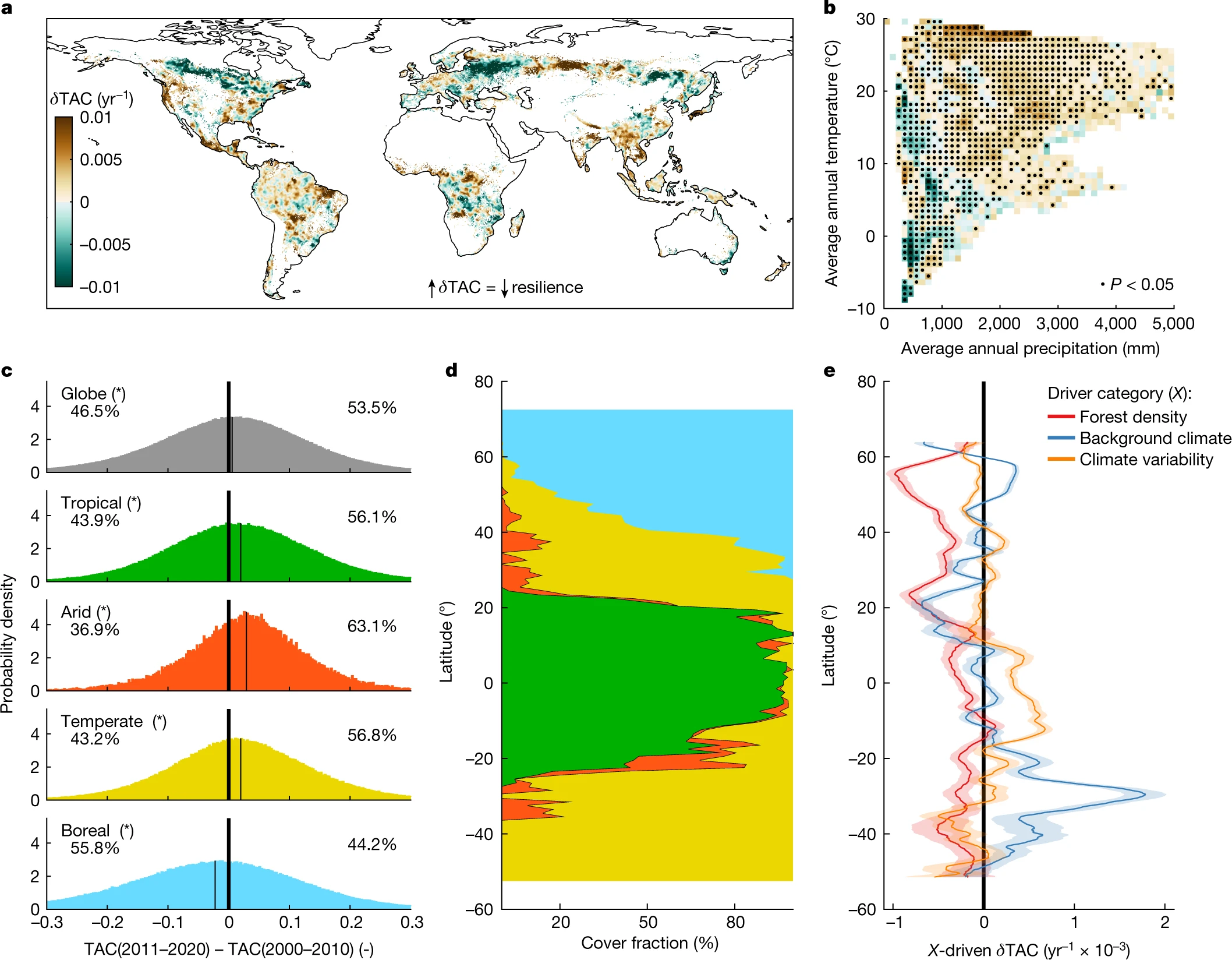
森林復原力隨時間的變化，及導致變化的關鍵因素。

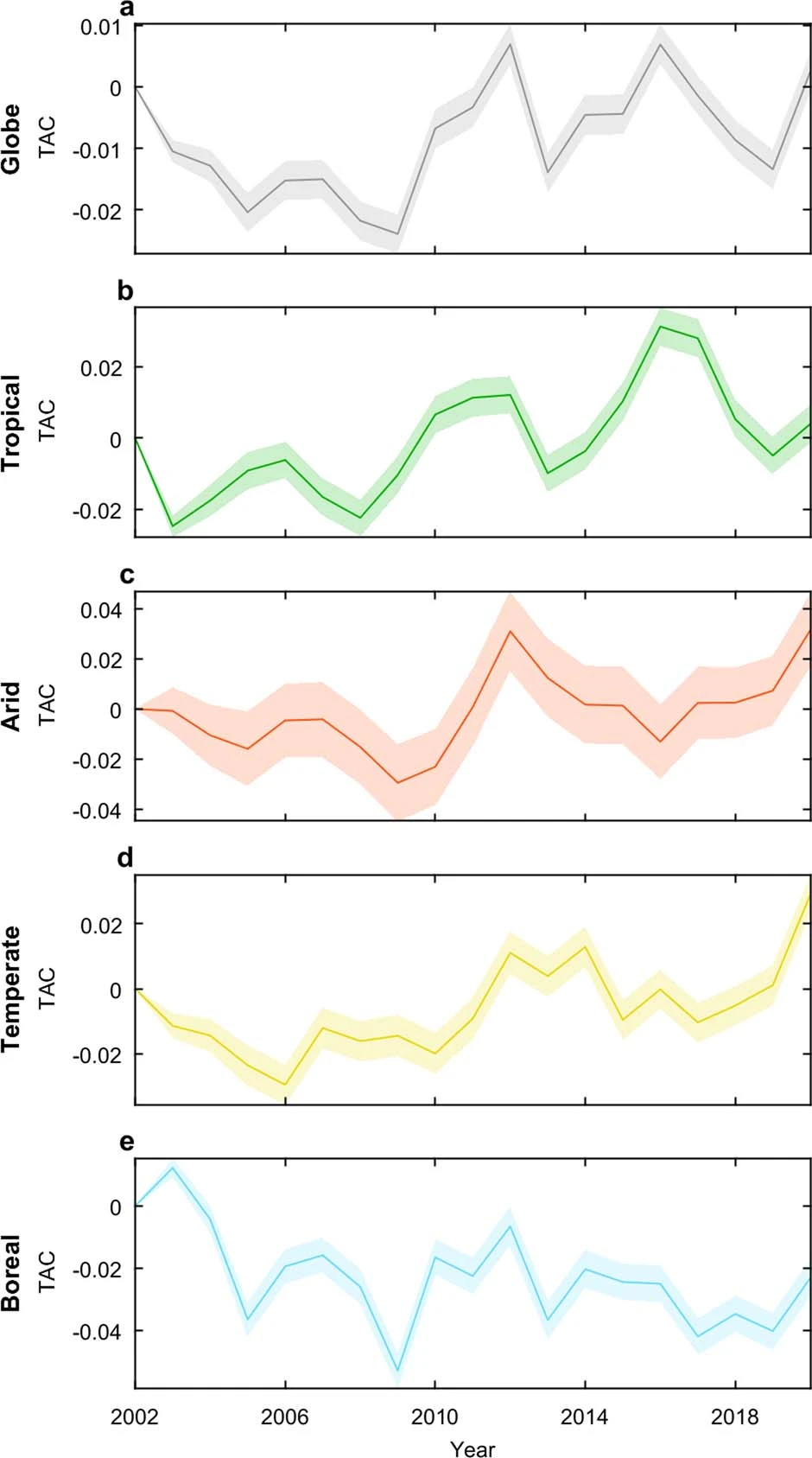
顯示因氣候變化而導致森林復原力下降的的趨勢信號。

一項研究顯示“熱帶、乾旱區和溫帶森林的復原力正在顯著下降，可能是與水資源受限和氣候變率的增加有關”，而可能會讓生態系統轉向臨界轉變和生態系統崩潰。相較之下，“北方針葉林則展現出不同的局部模式，復原力呈平均上升趨勢，可能是氣候變暖和二氧化碳施肥作用的作用超過氣候變化的不利影響”。有人提出，“可從系統狀態中增加的時間自我相關函數 (TAC) 中檢測到森林復原力的喪失，這反映出由於發生系統過程的臨界減速 (CSD) 而導致在門檻的復原率下降。” 

### 木材行業
木材行業是造成森林砍伐的一個重要驅動因素。每年為此砍伐的森林總面積將近400萬公頃（9.9×106英畝），約佔所有森林土地的1.3%。此外，由於市場對低成本木材產品的需求增加，木材公司會繼續伐木。森林砍伐是熱帶雨林的主要問題，因為熱帶雨林是數百萬動物和大量生物多樣性的集中地。木材行業不僅影響當地的森林砍伐，而且還會對整個環境造成影響，因為森林砍伐是全球氣候變化的主要驅動因素。

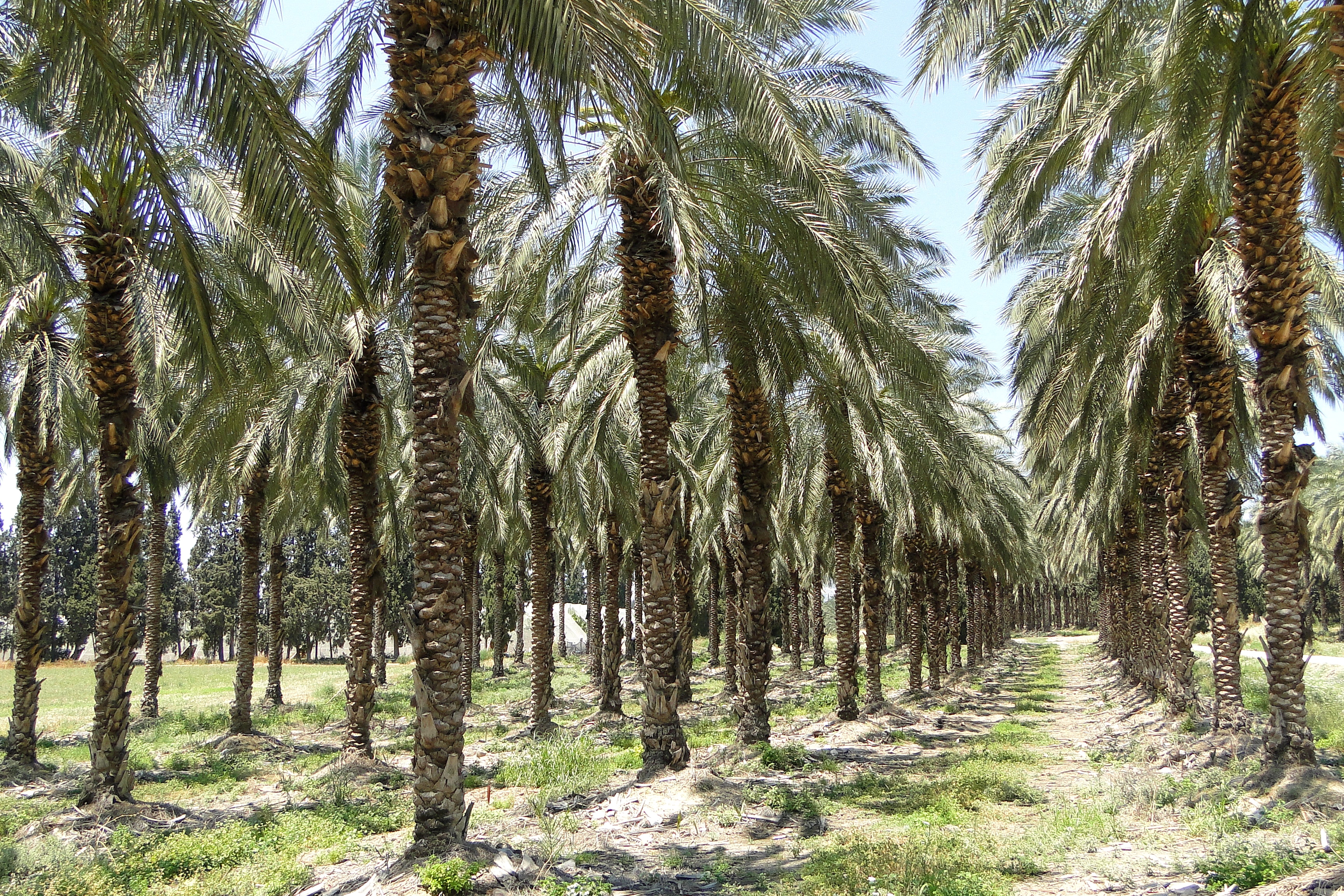
油棕種植園（以色列）。

### 生物多樣性減少
{{Further|生物多樣性喪失
於2012年發表的一項研究，描述觀察到的亞馬遜雨林因氣候變化和森林砍伐對植被和生物產生的影響。研究提出如果這些生物無法對不斷上升的溫度和棲息地喪失做調適，雨林中的生物多樣性就會顯著降低。如果這裡發生生物多樣性喪失，氣候變化和森林砍伐的影響會被加劇，許多植物將消失，把吸收二氧化碳的能力降低，而更難應對全球變暖的影響。
全球有18個“熱點”，每個熱點都包含一個獨特的生物多樣性生態系統。這些熱點總共匯聚有全球大約20%的植物群（約50,000個不同的物種）。僅東協地區（包括印尼、馬來西亞、菲律賓、新加坡和泰國），就擁有世界上大約20%的物種，且同時擁有地球上3個“熱點”。雖然此地區擁有世界4分之1的森林，但此地的森林砍伐率最高。這兒森林棲息地的喪失而讓生物多樣性處於危險之中。美國國家科學基金會於2007年進行的一項研究發現生物多樣性和遺傳多樣性相互依賴，物種間的多樣性要有物種內多樣性存在，反之亦然。“如果從系統中移除任何一種，循環就會崩潰，社區就會由單一物種主導。”此外，電腦建模研究得到的結論是，有兩個關鍵時刻會對亞馬遜雨林造成破壞性的影響 - 一是當溫度升高4°C，還有就是森林砍伐面積達到40%。

### 氣候服務減少
人類活動中如放牧牲畜和伐木取薪材會導致森林退化，加上過度開採，而導致生態系統中生物多樣性喪失。森林喪失和退化對地球上多樣化的動植物群有直接影響，因為它們其中尤其是樹木，是抵禦大氣中二氧化碳累積的最佳防禦措施，因此也會對氣候變化產生影響。 有更多的樹葉進行光合作用，就會吸收更多的二氧化碳，而能在溫度升高方面發揮平衡作用。
森林是大自然中的碳匯。植物吸收大氣中的二氧化碳（一種溫室氣體）並經光合作用將其轉化為糖和植物材料。碳儲存在森林的樹木、植被和土壤中。研究顯示，“完整的森林”有固碳的功能。對碳平衡有重大作用的大型森林的例子中包括有亞馬遜雨林和中部非洲雨林。但森林砍伐把樹木固碳的過程破壞，並影響當地的氣候。此外，研究發現砍伐樹木在氣候變化的正反饋循環中會以更大的規模發揮作用。
當氣候發生變化時，會導致地區內的物種為維持原本已適應的氣候條件（如溫度、濕度）而發生遷徙，每發生1°C變化，生態區會移動約160公里。例如在北半球，如氣溫升高4°C，物種會往北移動500公里，或是往更高海拔移動500米。任何棲息地面積的減少，尤其是森林棲息地面積減少，加上氣候變化，會導致物種入侵和生物同質化的可能性，因為更強的入侵物種會在脆弱的生態系統中奪取原先較弱物種所佔的地位。 多樣性喪失，會造成食物、能源和其他“生態系統商品和服務”模式受到破壞，人類也將受到影響。
採燃燒，或是砍伐樹木的做法會把固碳的作用逆轉，並將溫室氣體（包括二氧化碳）釋放進入大氣。此外，森林砍伐後，地表的景觀和反射率被改變，反照率降低，導致更多來自太陽光能中的熱量被吸收，加劇全球變暖作用。

#### 對土壤和水的影響
樹木儲存有大量的碳，據估計，亞馬遜雨林中的碳含量超過人類十年中累積的碳排放量。不幸的是由於森林經常被焚燒（例如刀耕火種的農作法），木材的燃燒過程會向大氣中釋放大量二氧化碳。大氣中碳的增加並非森林砍伐的僅有後果，土壤特性受到改變，會導致土壤中的碳成分也被釋放。 據耶魯大學的科學家稱，砍伐森林會改變土壤中微生物群落的環境，並導致微生物多樣性喪失，因為其多樣性高度依賴土壤質地。 粘土類土壤與沙質土壤相比，後者受森林砍伐的影響會深遠得多，森林砍伐造成的破壞最終會降低土壤的特性，例如導水性和儲水性，而降低其吸水和吸熱的效率。在進行亞馬遜森林砍伐過程的電腦模擬中，研究人員發現地表和土壤溫度升高1至3°C，土壤就會喪失吸收太陽輻射和水分的能力。此外，富含有機腐爛物質的土壤更易著火，尤其是在長期乾旱期間。 由於植物蒸散散作用減少，降水也隨之減少。表示氣候會更熱及更乾燥，旱季拉長。 這種氣候變化對生態和全球產生巨大影響，包括火災的嚴重程度和頻率增加，以及植物過程的中斷，有可能會蔓延到森林砍伐區域之外。 

## 森林砍伐的影響
根據一項審查，在北緯50度以北的大規模森林砍伐會導致全球整體淨變冷，而熱帶森林砍伐會導致大幅變暖，這不僅是由於二氧化碳的影響，而且還由於其他生物物理機制（導致以碳為中心的指標不夠充分）。不可逆轉的森林砍伐將導致全球地表溫度永久上升。此外，研究顯示恆常保有熱帶森林，有助於讓全球平均溫度降低1°C以上。
砍伐熱帶森林會引發氣候臨界點和森林生態系統崩潰，這也會對氣候變化產生影響。 

### 森林火災
隨著森林砍伐率持續上升，發生森林火災（野火）的可能性也在增加中。人們傾向於使用產自森林的木材生火以烹調食物，同時提供熱源。燃燒的木頭中所釋放的煙霧與大氣中的雲混合，會防止下雨並導致乾旱。刀耕火種的農業方式也助長越來越多的旱季發生，森林火災蔓延後，導致火勢加劇，產生的煙霧更會抑制降雨。當乾旱天氣持續較長時間時，就更易發生森林火災。統計數據顯示森林火災與森林砍伐之間存在直接關聯。2000年代初有關巴西亞馬遜地區的統計數據顯示，火災和伴隨這些火災而來的空氣污染與森林砍伐的頻率相互呼應。導致巴西政府制定政策，以防止亞馬遜雨林持續遭到燃燒。
亞馬遜雨林最近經歷森林內部的火災，而野火往往發生在森林的外緣。濕地也面臨森林火災增加的威脅。 由於氣溫的變化，森林周圍的氣候變得溫暖及乾燥，成為助長森林火災發生的條件。儘管歷來森林火災均為亞馬遜雨林中的特徵，但因有大量伐木，留下易燃材料，火災因而增加。由於這些森林大火，雨林中儲存的二氧化碳被釋放進入大氣，同時把全球變暖和森林砍伐的影響加劇。
如果不進行氣候變化緩解，到本世紀末時將會有21%的亞馬遜地區容易受到火災後長出的草地入侵。亞馬遜地區中的3%，由於火災重複發生的間隔已短於樹冠能夠恢復所需的時間，而無法阻止草地形成，表示將有很高的風險把此部分森林退化為草地狀態，且無法逆轉。亞馬遜雨林東南部地區目前即面臨極高無法逆轉的風險。

### 人類死亡率
在2002年至2018年所做的一項研究確定，因氣候變化導致的氣溫升高，以及森林砍伐導致的樹蔭遮蔽不足，而提升印尼工人的死亡率。這些發現表示開發中國家會遭受全球變暖的嚴重影響，因為其無法獲得淡水或啟動空調所需的電力。因森林砍伐率持續增加，導致的工人死亡案例將同時增加。
在印尼也發現森林砍伐與嬰兒死亡率之間的聯繫。當地女性所懷的頭胎，因在子宮內即接觸此類污染，而有較高的死亡風險。研究的結果顯示，首度懷孕的婦女會受到森林砍伐引起的瘧疾的影響。

### 案例研究：森林砍伐對空氣污染濃度的影響
在印尼東加里曼丹省（2019-2020年）所做的一項案例研究，證實森林砍伐會抑制大自然稀釋空氣中溫室氣體（特別是二氧化硫和二氧化氮）的能力。

## 應對氣候變化

### 林地復育及植樹造林的好處
管理良好的森林擁有適當的自然再生能力，以維持足夠的樹木生物質密度。此類生物質密度越大，森林就能吸收和儲存更多數量的碳。退化的森林無法儲存更多的碳，會加劇氣候變化。為對抗因森林砍伐和森林退化而引起的碳排放，必須採取截取和儲存碳的行動。森林砍伐和森林退化引起的排放，佔所有人為排放量近20%。 解決這一問題最有效和最具成本效益是可持續森林管理的做法，以及植樹造林、森林復育和森林保護，將這些做法結合，最多可減少20%的碳排放量 ，可有效遏制氣候變化。具體而言，全球森林儲存的總碳量大約有4,710億噸。如果能減少森林砍伐，每年可減少11億噸的碳排放。
歐洲的木材採伐和供應量已達每年約5.5億立方米，而其森林的總蓄積量在2020年之前的60年中已增加三倍多。現在的森林生物質約有350億立方米。 自1990年代初以來，由於森林面積和生物質儲量增加，歐洲森林中儲存的木材和碳量增加50%。歐洲森林每年可吸收和儲存約1.55億噸二氧化碳當量，相當於歐洲所有其他部門排放量的10%。
恢復森林景觀戰略的目的在將其復育，並把邊緣化和退化地區修復，以產生具有韌性和長期生產力的森林景觀。以確保隨著時間演化，可恢復、保護和保存多樣化的生態和土地利用功能。林業利用可增加樹木和土壤中的碳捕集與封存（CCS）能力以及透過可持續森林管理，改善可再生原材料的可持續供應而達到緩解氣候變化的目標。

### 替代伐木做法
減少影響法伐木 (Reduced impact logging ，RIL) 是種可持續的林業經營法，因為可比傳統伐木方法減少大約75%的森林和樹冠損害。此外，利用為時120年的電腦回歸模型模擬，發現RIL法伐木在30年內的林地復育程度為（“18.3平方米/公頃”），比傳統伐木法的復育程度（“14.0立方米/公頃”）有顯著增加。因此應該盡快實施RIL伐木法，以改善未來的林地復育。例如有項研究得到的結論是，如果目前的採伐措施保持“每公頃6棵樹，採伐週期為30年”，將來巴西的採伐量會減少40%。採用RIL法將確保未來的地面生物質在再度採伐之前，能恢復到原始地面生物質的程度。

### 林地復育
林地復育是指對已枯竭（通常由森林砍伐造成）的森林和林地進行自然方式或是人為方式重建，恢復森林覆蓋率。林地復育與其他造林方法類似，可產生有效的碳捕集與封存作用，因為一棵樹每年可吸收多達22公斤（48磅）的二氧化碳，並且在長到40歲時可封存0.91公噸（1短噸）的二氧化碳。
植樹與其他減少二氧化碳排放方法相比，相對成本較低，因此林地復育成為經濟性減少二氧化碳排放中的必選方法。林地復育的做法包括大規模工業化種植園、將樹木引入現有農業系統、小地主建立小規模種植園、在公共土地上建立林地，以及利用植樹或輔助自然再生將退化地區復育。進行大規模的林地復育，大部分重點將集中在熱帶氣候地區，如拉丁美洲和撒哈拉以南非洲的一些地區。許多其他國家和地區正開始或已開始林地復育計劃和倡議，以期將氣候變化的驅動因素抵銷。林地復育也被證明可把曾經耕種過的土地回復到可用於農業或保護的情況。林地復育還可減輕土壤退化和污染的影響，具體取決於種植方法、地點和植物種類。

### 植樹造林
植樹造林指的是在以前沒樹木覆蓋的地方種植樹木。森林退化後，最終會導致大氣中氧氣減少和二氧化碳大量增加。可種植更多的樹木作為彌補，結果可把大氣中的二氧化碳含量顯著減少。根據科學研究，人工林比天然林能吸收更多的二氧化碳，原因是人工林生長更快，而有更高的二氧化碳吸收率。由於政府希望能減少大氣中的二氧化碳，通常會鼓勵這種做法，造林後也可增加當地的美感。但這種做法可能會侵犯到生態系統，並在以前並無樹木覆蓋（森林）的環境中造成複雜情況。
目前有三種不同的植樹造林法，在吸收二氧化碳方面各有不同的影響：自然再生、商業種植和混農林業。植樹造林有助於減少因氣候變化而產生的碳排放，但之中的自然再生往法往是三者中最有效者。 自然再生通常涉及不同種類的植被，達到天然森林水平，讓植物可接收陽光進行光合作用。商業種植園通常可生產大量木材，如將其用作燃料，會將儲存的二氧化碳釋放回大氣中。混農林業根據植物的大小和類型儲存能量，表示其效果會因種植的植物種類而有差異。 

#### 中國植樹造林
雖然中國官方已制定有植樹造林目標，但設定的實施期限是80年，而到2008年尚無明顯的成果出現。中國正試圖通過“三北防護林”等項目來阻止戈壁沙漠的擴張。中國於1981年頒布一項法律，要求每一位11歲以上的學生每年至少種植一棵樹。但平均成功率，尤其是在國家贊助的種植中，仍然相對較低。即使是妥善種植的樹木也很難在長期乾旱、蟲害和火災的綜合影響中存活下來。即使在此艱苦情況下，中國目前在世界國家或地區中享有最高的造林率，造林面積在2008年為477萬公頃（47,000平方公里）。
根據2021年政府工作報告，在出台“十四五規劃”期間所列的主要目標任務時，森林覆蓋率將達到24.1%。據中華人民共和國国家林业和草原局統計，該國森林覆蓋率已從1980年代初的12%提高到2021年8月的23.04%，河北塞罕壩國家森林公園為世界上最大的人工林場，原址森林覆蓋率為11.4%，已提高到80%，森林蓄材量由33萬立方米增加到1,012萬立方米。 此林場於2017年獲得聯合國環保最高榮譽 - “地球衛士獎（Champions of the Earth award）”。
中國植樹造林的一項重要戰略是混合林，在促進中國西南地區和貧瘠土地上的植樹造林發揮重要作用。因為混合種植可對這些地區的土壤有機碳 (SOC) 儲量產生顯著的影響。研究顯示混合法與單一法相比，可將SOC存量提高12%，但混合比例不應超過55%。由於這些地區的水供應有限且溫度較低，研究人員發現混合種植是提高貧瘠土地SOC存量最有效策略。此外，會影響混合林土壤有機碳儲量的主要因素是採用的樹木種類，但有機碳儲量，尤其在貧瘠土壤會因土地利用及土壤特性而有差異。推廣混合林是中國西南地區實現有效造林的關鍵。通過這種植樹造林，可儲存更多土壤有機碳，表示可極大提高這些地區的碳截存能力，促進中國往碳中和之路邁進。

### 混農林業
混農林業（Agroforestry，也可寫為agro-sylviculture）是種土地利用管理系統，此系統把樹木或灌木的組合在作物或牧場周圍或之間種植。此法結合農業和林業技術，以創造更加多樣化、高產、有利可圖、健康和可持續的土地利用系統。混農林業有多樣好處，例如提高農場的盈利能力。 此外，混農林業有助於保護自然資源，例如控制土壤侵蝕、為野生動物創造棲息地以及管理動物糞便。
根據一則在2020年發佈的報導，泰國政府正努力恢復位於該國北方約800,000公頃的土地，當初這兒為森林，為種植經濟作物（玉米）而遭到摧毀。混農林業已成為修復毀壞森林解決方案中的一種。混農林業會以多種方式影響泰國的農業和大氣。利用種植不同樹種組合，能夠改變當地微氣候條件。當樹木重新納入農業系統時，也促進養分循環。種植樹木也可緩解因砍伐森林而造成的土壤侵蝕。

### 減少森林砍伐和森林退化造成的排放
在眾多證據均證實森林砍伐會造成負面影響及全球變暖後，導致國際上發展出有關森林保護的各種政策。全球共同應對氣候變化的一項嘗試是減少開發中國家砍伐森林和森林退化導致的排放）（簡稱REDD+），一些國家已經開始實施和對保護現存樹木的方法進行分析。
在越南北部北件省有個案例，研究人員提出鼓勵保持森林完整的措施，也成功滿足國際、國家和個人投資的期望。他們所採的方法包括“利益分配方案”和產生生態系統服務紅利。研究人員希望他們的成果“可被複製，並在減少全球碳排放量方面能提供直接貢獻。”

## 森林砍伐和氣候變化中的人為面向
森林砍伐通常被描述為經歷自然和非自然方式將土地上的森林移除。森林砍伐與氣候變化之間的關係是種正反饋循環。 被移除的樹木越多，氣候變化的影響就越大，而反過來又會導致喪失更多樹木。人類在最近的歷史中以各種不同的方式加速和放大這種過程。例如伐木、城市化、採礦和農業發展。發生在最近和更嚴重的後果之一是野火，會對人類和動物造成更大的傷害。火災會釋放一氧化碳和氮氧化物，影響空氣品質以及動物和人類健康。 人類行動不斷擴大，更加速全球的森林砍伐。

### 農業活動
在近代，造成最嚴重森林砍伐的罪魁禍首之一是農業擴張。自1960年起，亞馬遜地區的森林有約15%遭到移除，目的是轉為農牧業用途。In Bolivia specifically, the jungle has been wiped out in order to house cattle and other valuable agricultural items by means of 'fishbone deforestation'.具體來說，玻利維亞為飼養牛和其他有價值的農產品，透過“魚骨式砍伐森林”的方式把叢林清除。魚骨指的是透過視覺所觀察到沿著路邊兩旁向不斷往外分出，有如魚骨形狀的清除叢林方式。這種砍伐方式已被證明快速且有效，但也同時毀壞人類、植物和動物所棲息的土地。巴西最近已成為世界上最大的牛肉出口國，與此同時亞馬遜雨林遭受砍伐，兩件事接踵發生，並非巧合。

## 解決森林砍伐的方案
保護我們現有的森林可被視為解決森林砍伐的主要方法。人類生存與森林有密切關係。森林可確保我們有足夠的氧氣以供呼吸。它們是數百萬人的家園，數十億人以森林為生。
有許多解決的方法。第一步是說服公司和政府改變他們的習慣，因為他們選取原材料方式對森林有很大影響。在供應鏈中引入森林砍伐預防政策，可對業者產生壓力，而迫使他們經由可持續來源取得，並停止施用有害材料和產品。同樣，我們可說服政府採行保護森林行動，並支持確保維護森林的計劃。
另一種保護森林的方法是改變人們的消費行為。但要做到這一點，首先必須宣導及進行教育，促使人們採取行動：少吃肉類、避免一次性包裝、使用回收木製品、無紙化和許多其他方式，這些均為可用的對抗森林砍伐行動。
持續監測森林砍伐活動，以及植樹造林和混農林業等將有助於研究組織了解樹木數量的狀況。通過控制和定期檢查，可加強保護森林。 

## 當前應對政策、項目和基金會案例

### 非洲綠色長城
非洲綠色長城是個由非洲聯盟領銜的項目，最初設想是利用種植一堵橫跨整個薩赫爾地區的樹木帶以對抗當地的沙漠化，並阻止位於北方撒哈拉沙漠擴張。

### 巴厘島行動計劃
巴厘島行動計劃（The Bali Action Plan）於2007年12月在印尼巴厘島宣布成立。這是個響應1997年12月京都議定書的行動。印尼身為《京都議定書》的締約國，加入共同努力，制定政策和執行方法，以降低因毀林和森林退化造成的排放。 京都議定書強調可持續森林管理和保護措施在減緩氣候變化方面的重要性，這些做法可成為開發中國家取得額外資源的一種方式。

### 基於社區的森林管理
基於社區的森林管理 (CBFM) 是項將政府林業機構和當地社區聯繫起來的計劃，以致力將退化森林再生，在遭砍伐的地區植樹造林，進而減少導致氣候變化的碳排放。這種夥伴關係的目的不僅是修復受破壞的環境，還可為受到影響地區提供經濟和社會效益。原則上，當地社區參與森林管理和保護的好處是取得就業機會，同時接受勞動僱傭和額外農業所得，整個當地經濟會受改善，而環境條件和氣候變化緩解也獲得改進。實施CBFM可促進農村發展，同時緩解氣候變化，以及維持該地區的生物多樣性。重要的是讓當地社區成員參與，其中許多是原住民，根據推測，他們對當地生態系統以及這些生態系統的生命週期有更深入的了解。他們參與也有助於確保其文化習俗得以完整維持。

### 植樹節基金會
此基金會成立於1972年（於19世紀首次舉行植樹節的百周年紀念活動時），現已發展成為世界最大，致力於植樹的非營利性會員組織，擁有超過100萬會員、支持者和重要合作夥伴。此基金會致力於在校園、低收入社區和受自然災害影響社區周圍的植樹項目。

### 種植兆棵樹運動
聯合國環境規劃署 (UNEP) 於2006年發起“種植10億棵樹運動”，以應對來自全球變暖，以及從供水到生物多樣性喪失等更廣泛的可持續性挑戰。最初的目標是在2007年種植10億棵樹。而到2008年，運動的目標就提高到70億棵樹 - 預定在2009年12月在丹麥哥本哈根舉行的氣候變化會議（2009年聯合國氣候變化大會簡稱COP15）實現這一目標。會議召開前三個月，植樹量已突破70億棵大關。迄2011年12月，在種植超過120億棵樹之後，UNEP正式將該計劃的管理權移交給總部位於德國慕尼黑的非營利性“植樹造林護地球”倡議組織。

### 亞馬遜基金
亞馬遜流域被認為是世界上最大的生物多樣性保護區，也是巴西最大的生物群落，面積幾乎佔據巴西國土的一半。此流域面積相當於南美洲的5分之2，約為700萬平方公里，含有地球上最大的水文網絡，世界表面約5分之1的淡水流經這座網絡。亞馬遜雨林的森林砍伐，導致可由大氣中吸收增多二氧化碳的樹木數量減少。 
亞馬遜基金依據IPCC於2008年8月1日對土地利用、土地利用改變與林業（LULUCF)制定的第6,527號法令（Decree N.º 6,527），目的在預防、監測和打擊森林砍伐以及促進亞馬遜森林生物群落的保護，以及可持續利用的無償投資籌集捐款。挪威政府是該基金的最大捐助者，但出於對森林砍伐的擔憂，而在2019年將基金資金凍結。挪威已將恢復資助與取得減少森林砍伐證據之間建立聯繫。
亞馬遜基金所支持的領域為：公共森林和保護區管理、環境控制、監測和檢查、可持續森林管理、可持續利用森林創造的經濟活動、生態和經濟使用分區、區域安排和農業監管、保護和以可持續生物多樣性方式利用，以及對森林砍伐地區的復育。除此之外，亞馬遜基金可用其捐款的20%於支持開發系統，以監測和控制巴西其他生物群落，以及其他熱帶國家生物群落的森林砍伐。 

### UHN目標
加拿大的大學醫療網絡（UHN）於2015年制定17個目標。其中30%的目標與可持續林業管理目標直接相關。這些目標可成為其他國家的平台，通過改變政策及採用，而達到可持續林業管理的目的。具體而言，與可持續性森林管理（SFM）關係最密切的目標如下：“可持續消費和生產（SDG 12），其次是土地（SDG 15）、城市（SDG 11）、不平等（SDG 10）、健康和福祉（SDG 3）、飢餓（SDG 2）和貧困（SDG 1）。

### 聯合國2030年森林戰略計劃
該計劃的重要目標包括增加受保護、維護和可持續管理的森林面積（通過長期森林管理計劃）以及增加可持續管理森林所生產的森林產品和材料的比例。